# Hermann Finck (Verwaltungsjurist)
Hermann Finck (* 7. Juni 1893 in München; † im 20. Jahrhundert) war ein deutscher Landrat.

## Leben
Nach dem Abitur am Erasmus-Gymnasium Amberg absolvierte Hermann Finck in den Jahren von 1911 bis 1914 ein Studium der Rechtswissenschaften an der Ludwig-Maximilians-Universität München, der Humboldt-Universität zu Berlin und der Julius-Maximilians-Universität Würzburg. Wegen des Kriegsdienstes und anschließender Kriegsgefangenschaft in Nordengland musste er das Studium unterbrechen. 1920 konnte er es wieder aufnehmen und nach erster juristischer Staatsprüfung und Vorbereitungsdienst im Jahre 1922 mit dem Großen juristischen Staatsexamen abschließen. Bei der Regierung der Oberpfalz fand er eine Anstellung als Assessor und wechselte am 16. August 1923 als Bezirksamtmann zum Bezirksamt Bogen. In gleicher Funktion war er auch in Lauf an der Pegnitz und Traunstein tätig, wo er am 1. Februar 1936 zum Regierungsrat ernannt wurde. Vom 2. Oktober 1937 an war er Bezirksamtsvorstand (ab 1939 Landrat) des Bezirksamtes Staffelstein (ab 1939 Landkreis Staffelstein). Im Oktober 1938 – nach der Besetzung des Sudetenlandes durch die deutschen Truppen, erhielt Finck die Abordnung zum Leiter der Verwaltung im Landkreis Tachau. Vom 15. April 1942 an war er mit der vertretungsweisen Wahrnehmung der Geschäfte des Landrats in Münchberg beauftragt. Vom 20. Mai 1943 war er gleichzeitig Vertreter des Landrats in Coburg. Mit dem Ende des Krieges wurde er seiner Ämter enthoben und bis zum 24. Mai 1946 interniert. Im Entnazifizierungsverfahren wurde er durch die Spruchkammer Bad Staffelstein als Mitläufer eingestuft. So konnte er wieder eine Beschäftigung im öffentlichen Dienst finden und wurde zunächst Angestellter bei den Regierungen von Oberbayern und Niederbayern sowie der Oberpfalz. Zum Jahresbeginn 1949 wurde er Regierungsrat und am 20. Juli 1949 Oberregierungsrat.
Finck war in den Jahren von 1920 bis 1923 Mitglied der bayerischen Einwohnerwehr, er beantragte am 2. Juli 1937 die Aufnahme in die NSDAP und wurde rückwirkend zum 1. Mai desselben Jahres aufgenommen (Mitgliedsnummer 4.825.385).